# Rubber Soul
Rubber Soul är ett musikalbum av The Beatles, utgivet på skivbolaget EMI/Parlophone den 3 december 1965.

## Historia
När Rubber Soul kom var The Beatles sound väletablerat. I och med den nya skivan tog deras sound klivet ut i världen på allvar. Tidigare skivor hade visat prov på olika musikinfluenser samt ett och annat intressant arrangemang. Rubber Soul visade att gruppen kunde göra helt nydanande musik och var en försmak av vad som skulle komma. Genom att till exempel använda en indisk sitar på låten "Norwegian Wood" visade gruppen att det inte fanns några gränser för vilka instrument en poplåt kunde innehålla.
Omslagsfotot är taget av fotografen Robert Freeman, som också tagit omslagsbilderna till albumen With The Beatles (1963), Beatles For Sale (1964) och Help! (1965). Beatles uppträder i mockajackor i en förvrängd projektion. På omslaget står enbart skivans namn. Beatles var nu så kända så att gruppnamnet inte behövde sättas ut. Längst uppe till vänster står titeln Rubber Soul skrivet med bokstäver som tillsammans ser ut som en skosula. På den brittiska versionen är bokstäverna röda, på den amerikanska versionen guldbruna.
Philip Norman hävdar i sin bok John Lennon: En biografi att John Lennon hade en utomäktenskaplig affär med Freemans hustru Sonny Freeman, som han och hustrun Cynthia 1964 bodde grannar med. Sonny var tyska men föredrog i efterkrigstidens England att säga att hon var norska. Makarnas lägenhet var inredd med skandinavisk furu. Låten Norwegian Wood handlar enligt Norman om Lennons kärleksaffär med Sonny Freeman. Lennon har själv hävdat i en intervju med tidningen Rolling Stone 1971 att låten handlar om en utomäktenskaplig historia, men han uppgav där inte med vem. Mark Lewisohn hävdar i sin stora Beatlesbiografi All Those Years vol.1: The Beatles Tune In att ett fan i Liverpool gav John Lennon en liten träsouvenir när hon varit på semester i Norge. Lennon lär redan då ha kallat denna souvenir för "Norwegian Wood".
I mitten av 1960-talet var det inte ovanligt att album gavs ut både i en brittisk och en amerikansk version. På den amerikanska versionen av Rubber Soul är fyra låtar, "Drive My Car", "Nowhere Man", "What Goes On" och "If I Needed Someone" bortplockade till förmån för "I've Just Seen a Face" och "It's Only Love", två låtar som var med på den brittiska versionen av albumet Help!, men som inte var med på den amerikanska versionen av det albumet. Detta gör att den amerikanska versionen av Rubber Soul framstår som mer av en folkrock-skiva. De amerikanska skivorna har ibland lite mer vågade experiment. Låten I'm Looking Through You (skriven under en tillfällig schism mellan Paul McCartney och hans dåvarande fästmö Jane Asher) skiljer sig på den amerikanska utgåvan i och med att gitarrintrot har en s kallad falsk start på stereoversionen (men inte på den amerikanska monoversionen). De olika låtsammansättningarna på de engelska respektive amerikanska utgåvorna gör att versionerna får lite olika helhetsprägel. Brittiska Rubber Soul ger helhetsintrycket av en rockgrupp som även experimenterar med andra musikstilar, amerikanska Rubber Soul ger mer intrycket av folkmusik- och countryinspirerad rock med associationer till den amerikanska gruppen The Byrds. 
Det var standard att trumslagaren Ringo Starr fick sjunga ett nummer per LP. Eftersom han hade ett mycket smalt tonomfång fick som regel Lennon–McCartney skriva en särskilt låt åt honom. Men på Rubber Soul fick han för första gången vara med och skriva sin egen sång - What Goes On?. Slutet på denna låt är olika i mono- och stereoversionerna. På monoversionen tonas låten ut, på stereoversionen finns ett klart avslut med bland annat ett kort gitarrsolo. Detta saknas helt på monoversionen.
Både den brittiska och den amerikanska Rubber Soul kom ut i såväl mono- som stereomixning. Det finns vissa skillnader mellan dessa. Bland annat är slutet på What Goes On? annorlunda. När Beatles LP-skivor för första gången kom ut på CD 1987 valdes den euroepiska stereoversionen, men gruppens producent George Martin gjorde en ny digital mixning av denna. När Beatleskatalogen på nytt givits ut på remastrade CD-skivor 2009 är det denna senare version som valts för stereoutgåvan. I den så kallade monoboxen finns dock både den ursprungliga mono- och den ursprungliga stereomixningen remastrade. Dessa har tidigare inte varit överförda till CD.
Liksom på Beatles allra första LP-skivor ligger som regel sången enbart i höger högtalare på stereoversionen. Detta lät inte så illa på en gammal radiogrammofon med de båda högtalarna placerade nära varandra, men det låter inte särskilt bra på en modern stereoanläggning. På filmversionerna av Anthology finns vissa låtar från Rubber Soul ommixade så att sången ligger i mitten. Ett önskemål från många Beatlesvänner är att Rubber Soul på sikt skall komma ut i en helt ommixad version med mer naturlig stereobild.
Samtidigt som Rubber Soul släpptes singeln "We Can Work It Out"/"Day Tripper" (dubbel A-sida). Dessa låtar ingår dock inte i albumet Rubber Soul.
Två dagar senare - den 5 december 1965 gav The Hollies ut en cover av George Harrisons If I Needed Someone.
Namnet Rubber Soul är en dubbel ordvits. I mitten av 1960-talet hade engelska grupper som Rolling Stones och Animals - och i viss utsträckning även Beatles - inspirerats av svart amerikansk blues, rhythm and blues och soul-musik. En del amerikanska musiker och kritiker gjorde ner dessa försök och kallade musiken för plastic soul. Beatles menade att de åtminstone kunde göra lite bättre ifrån sig - rubber soul. Men rubber sole (med denna stavning) betyder också gummisula (skoskula) och är en medveten felstavning i likhet med Beatles/beetles. Namnet Rubber Soul är också typografiskt format som en skosula på omslaget - i rött på de engelska upplagorna, i guldbrunt på de amerikanska. (Källa: Philip Norman: John Lennon: En biografi (2008, sv. övers. 2009).
Det har under senare år i flera sammanhang - bland annat i webbfrågesporter, tidskrifter och radioprogram - framförts påståendet att Rubber Soul skulle vara den första Beatles-LP där gruppens medlemmar skrivit samtliga låtar. Denna uppgift är fel. Samtliga låtar på gruppens tredje LP A Hard Day's Night från 1964 är skrivna av Lennon–McCartney. Anledningen till den felaktiga uppgiften är sannolikt att de amerikanska Beatlesskivorna gavs ut med annan låtsammansättning och i USA var "Rubber Soul" den första Beatles-LP:n med endast eget material.

## Låtlista
Låtarna skrivna av Lennon/McCartney, där inget annat namn anges.
Brittisk version

### Sida A
| Nr           | Titel                                | Anteckningar                    | Längd |
| ------------ | ------------------------------------ | ------------------------------- | ----- |
| 1.           | Drive My Car                         |                                 | 2:30  |
| 2.           | Norwegian Wood                       | George Harrison spelar sitar    | 2:05  |
| 3.           | You Won't See Me                     | Mal Evans spelar hammondorgel   | 3:22  |
| 4.           | Nowhere Man                          |                                 | 2:44  |
| 5.           | Think For Yourself (George Harrison) | Paul McCartney spelar fuzz bass | 2:18  |
| 6.           | The Word                             | George Martin spelar harmonium  | 2:41  |
| 7.           | Michelle                             |                                 | 2:40  |
| Total längd: | Total längd:                         | Total längd:                    | 18:20 |

### Sida B
| Nr           | Titel                                                 | Anteckningar                    | Längd |
| ------------ | ----------------------------------------------------- | ------------------------------- | ----- |
| 1.           | What Goes On (John Lennon/Paul McCartney/Ringo Starr) |                                 | 2:50  |
| 2.           | Girl                                                  |                                 | 2:33  |
| 3.           | I'm Looking Through You                               | Ringo Starr spelar hammondorgel | 2:27  |
| 4.           | In My Life                                            | George Martin spelar piano      | 2:28  |
| 5.           | Wait                                                  |                                 | 2:16  |
| 6.           | If I Needed Someone (George Harrison)                 |                                 | 2:23  |
| 7.           | Run For Your Life                                     |                                 | 2:18  |
| Total längd: | Total längd:                                          | Total längd:                    | 17:15 |

Amerikansk version

### Sida A
| Nr           | Titel                                | Anteckning                                                              | Längd |
| ------------ | ------------------------------------ | ----------------------------------------------------------------------- | ----- |
| 1.           | I've Just Seen a Face                | en country-and-westernpastisch, tidigare utgiven i Europa på LP:n Help! | 2:07  |
| 2.           | Norwegian Wood (This Bird Has Flown) |                                                                         | 2:05  |
| 3.           | You Won't See Me                     |                                                                         | 3:22  |
| 4.           | Think For Yourself (George Harrison) |                                                                         | 2:18  |
| 5.           | The Word                             |                                                                         | 2:41  |
| 6.           | Michelle                             |                                                                         | 2:40  |
| Total längd: | Total längd:                         | Total längd:                                                            | 15:13 |

### Sida B
| Nr           | Titel                   | Anteckning | Längd |
| ------------ | ----------------------- | --- | ----- |
| 1.           | It's Only Love          | tidigare utgiven i Europa på LP:n Help! | 1:55  |
| 2.           | Girl                    | | 2:33  |
| 3.           | I'm Looking Through You | den amerikanska stereoversionen innehåller en s.k. falsk start, som saknas på den europeiska Rubber Soul-LP:n liksom på den amerikanska monoversionen | 2:27  |
| 4.           | In My Life              | | 2:28  |
| 5.           | Wait                    | | 2:16  |
| 6.           | Run For Your Life       | | 2:18  |
| Total längd: | Total längd:            | Total längd: | 13:57 |

Den amerikanska Rubber Soul ingår i 4 CD-boxen The Capital Albums vol. 2 i både mono- och stereoversion.
Den nya utgåvan har remastrats av Ted Jensen vid Sterling Music, New York.

## Listplaceringar
| Lista (1965-1966) | Position            |
| ----------------- | ------------------- |
| Finland           | 1                   |
| Storbritannien    | 1 (UK Albums Chart) |
| Sverige           | 20* (Kvällstoppen)  |
| USA               | 1 (Billboard 200)   |
| Västtyskland      | 1                   |